# Топениш
То̀пениш (на английски: Toppenish, буквени символи за произношение  Архив на оригинала от 2018-12-26 в Wayback Machine.) е град в окръг Якима, щата Вашингтон, САЩ. Топениш е с население от 8946 жители (2000) и обща площ от 4,9 km². Намира се на 231 m надморска височина. ЗИП кодът му е 98948, а телефонният му код е 509.